# Тепеш Вода (Констанца)
Тепеш Вода (рум. Tepeș Vodă) насеље је у Румунији у округу Констанца у општини Силиштеа. Oпштина се налази на надморској висини од 70 m.

## Становништво
Према подацима из 2002. године у насељу је живело 786 становника, од којих су сви румунске националности.